# 宣宁县
宣宁县，中国古县名。
金朝大定八年（1168年）改宣德县置，治所在今内蒙古自治区凉城县东北淤泥滩村。明朝洪武二十六年（1393年）废，改置宣德卫。 